# 湯浅常山
湯浅 常山（ゆあさ じょうざん）は、江戸時代中期の岡山藩士・儒学者。常山は雅号で、諱は元禎。字は之祥（士祥）。通称は新兵衛。『常山紀談』で著名。

## 生涯
岡山で禄高400石の中級藩士の家に生まれる。古学派に学び、歴史や漢詩、武芸にも通じた。24歳で家督を継ぎ、翌年藩命で江戸に出た際に荻生徂徠の門人である服部南郭に入門し、徂徠学派の太宰春台・松崎観海や同じ岡山藩出身の井上蘭台らとも親しく交わった。
岡山に戻った後、池田継政から3代の藩主に仕え、寺社奉行や町奉行を務めたが、直言が藩政批判と看做されて隠居を命じられた。以後は著述に専念した。
著書に戦国武将の言行をまとめた『常山紀談』、徂徠学派の言行をまとめた『文会雑記』、随筆『常山楼文集』などがある。

## 人物・逸話
- 常山は品位方正で身を忘れて岡山藩のために尽くした人格者だった。しかし身分に関係なく誰憚ることなく人の非を直言したため、讒言により遂に官を追われて門を閉じ、客にもほとんど会わずに著作に専念したという[1]。
- 常山の著で有名な『常山紀談』は戦国時代の忠臣や勇者の事跡や逸話を描いたものであるが、彼はこの著において「武士は全てにおいて武を尊び、卑しくも武士たる者は文治を排して武事を廃するな」と述べている[1]。
- 常山は兵法に明るく武芸に長じており、老いても常に日に1度、槍と刀を振るうことを欠かさなかった[2]。
- 常山は1つの善言を聞き、1つの善行を見るごとに必ず感極まって泣いた。そしてその見聞きした善行・善言は決して忘れなかった[2]。
- 常山は幕府の代官であった野口直方と親しく、野口も常山を先生と慕っていた。その野口が備中の倉敷から江戸に転任することになったとき、藩侯は常山に野口を送っていくように命じた。常山は息子の子誠と共に野口を送ったが、あるとき「私は君を君命で送ることができないから息子を連れて来たんだ」と言った。野口が「何を言われます? 先生はこうして私を送ってくれているではありませんか」と返すと「私はあくまで君命で君を送っているんだ。私事は息子に頼んだんだよ」と答えた。このように常山はどんなときでも公私を混同しなかったという[1]。
- 父が死去したとき、非常に嘆き喪服で下衣を作って3年間脱ごうとしなかった。毎朝、その墓に行って拝し慟哭した。母のときも同じで忌日には必ず生前に好んだものを供物として儀礼の言葉を述べ号泣した[3]。
- 井上蘭台と酒を酌み交わして文学を論じていたとき、「我が藩で文章をよくするのは湯元祥だけだ。なのにその名が天下に顕われないのは残念なことだ」と述べた[4]。
- 常山はいつもきびきびとして素早い行動をし、人の意見をよく聞いて帰ってからその意見を常に書き記したという[5]。
- 松崎観海は太宰春台の弟子だったが、あるとき常山の作った詩文を見て「この人は大器だ。その才も詩くらいで終わるものではないから、詩にうちこむのはこれくらいでやめておいた方がいい」と述べ、春台も「お主の言うとおり。最もだ」と述べたという[5]。
- 母親と『枕草子』について話を交わしたのが文学の道を志すきっかけだったという[5]。